# Казино (филм)
Казино (енгл. Casino) јесте филм Мартина Скорсезеа из 1995. Заснован је на истоименој књизи Николаса Пилеџија и Гарија Шандлинга. Главне улоге тумаче Роберт де Ниро, Џо Пеши и Шерон Стоун.

## Радња
Управник једне од највећих коцкарница у Лас Вегасу, Сем Ротштајн звани Ејс (Роберт де Ниро) улази у свој аутомобил у којем експлодира подметнута бомба… Десет година раније Ејс је дошљак у Лас Вегас из Чикага где су га приметили локални мафијаши и због његовог дара за бројеве понудили му уносан посао у коцкарници. У Лас Вегас тада стиже и Ејсов најбољи пријатељ из детињства, агресивни Ники Санторо (Џо Пеши), брз на језику и још бржи с ножем. Ејс ускоро постаје један од најмоћнијих људи у Лас Вегасу. Заљубљује се у елитну проститутку Џинџер (Шерон Стоун), чије послове од ране младости води љубавник Лестер (Џејмс Вудс). Џинџер првобитно одбија Ејса, али привучена дотад невиђеним луксузом ипак пристаје на његову просидбу.

## Улоге
| Глумац          | Улога                           | Стварна личност                        |
| --------------- | ------------------------------- | -------------------------------------- |
| Роберт де Ниро  | Сам „Ејс“ Ротстин               | Франк „Лефти“ Розентал                 |
| Џо Пеши         | Ники „Мрав“ Санторо             | Тони „Мрав“ Спилотро                   |
| Шерон Стоун     | Џинџер Макена Ротстин           | Џералдин Макџи Розентал                |
| Френк Винсент   | Френки Марино                   | Франк Кулота                           |
| Дон Риклс       | Били Шерберт                    | Роберт Стела Сениор                    |
| Пасквале Кајано | Ремо Гаџи                       | Џозеф Ајупа                            |
| Џејмс Вудс      | Лестер Дајмонд                  | Ленард Мармот-Макџи                    |
| Кевин Полак     | Филип Грин                      | Ален Глик                              |
| Алан Кинг       | Енди Стоун                      | Ален Дорфман                           |
| Бил Алисон      | Џон Нанс                        | Џорџ Вандермарк                        |
| Филип Суријано  | Доминик Санторо                 | Мајкл Спилотро                         |
| Карл Сијарфалио | Тони Догс                       | Чарлс „Чарли М“ Макарти                |
| Вини Вела       | Арти Пискано                    | Карл Делуна                            |
| Нобу Мацухиса   | К. К. Ичикава                   | Акио Кашиваги                          |
| Фолиот Ле Кок   | Ана Скот                        | Тамара Ранд                            |
| Брет Макормик   | Берни Блу                       | Херби Блицстин "Дебели Херби“ Блицстин |
| Ричард Рил      | Чарли "Чисто лице" Кларк        | Вилијам Грејам                         |
| Дик Смадерс     | Сенатор Неваде, Харисон Робертс | Сенатор САД Хари Рид (Д-НВ)            |
| Оскар Гудман    | он                              | он                                     |
| Стив Ширипа     | човек у бару                    |                                        |
| Пол Херман      | коцкар у телефонској говорници  |                                        |

## Зарада
- Зарада у САД-у: 42.512.375 $
- Зарада у иностранству: 73.600.000 $
- Зарада у свету: 116.112.375 $